# アブル＝ガーズィー (ジャーン朝)
アブル＝ガーズィー（Abul Ghazi、生年不詳 - 1795年頃）ジャーン朝ブハラ・ハン国最後のハン。

## 概要
マンギト朝のムハンマド・ラヒームが死ぬと子供がいなかったため復位したが、実権はムハンマド・ラヒームの叔父、ダニヤル・ビーの手にあり、アブル＝ガーズィーは飾り物だった。アブル＝ガーズィーができたのは、自分の印章を公式文書に押すことと、自分のコインを発行することだけだった。アブル＝ガーズィーはダニヤル・ビーの許可なしには家を出ることすらできなかった。アブル＝ガーズィーは1795年もしくは1796年にヴァブケントで死亡した。
在位は1754年から1756年までと、1758年から1785年まで。その間はムハンマド・ラヒームに取って代わられた。先代はウバイドゥッラー2世。